# Hans Lange (Musiker)
Hans Lange (* 12. Oktober 1965; † 18. Juni 2007) war ein grönländischer Musiker und Komponist.

## Leben
Hans Lange stammte aus Qasigiannguit. Er begann seine musikalische Karriere in der Band Kammasukkut, bevor er in den 1990er Jahren die Bands Mariina und Ullorissat gründete, deren Musik er auch verfasste. Vor allem Mariina mit der Frontsängerin Marina Schmidt wurde populär und gilt als wegbereitend für den Erfolg grönländischer Frauen in der Musikszene des Landes. Hans Lange erhielt 1998 den Koda Award. Er kam 2007 im Alter von 41 Jahren bei einem Bootsunglück gemeinsam mit seiner Frau ums Leben und beide hinterließen vier Kinder.